# Conflict: Global Storm
Conflict: Global Storm (Conflict: Global Terror in America) è un videogioco sparatutto in terza persona. È stato sviluppato dalla Pivotal Games e poi distribuito in Italia dalla SCi Games il 30 settembre 2005.

## Storia
Si tratta di un'unità anti-crimine di pronto intervento, incaricata di localizzare e sconfiggere una nuova cellula del terrorismo mondiale. È composta da quattro veterani della guerra del Golfo: Bradley, Jones, Connors e Foley.
Gli eroi protagonisti dell'originale Conflict: Desert Storm sono tornati. Per l'occasione sono stati sottoposti a un addestramento intensivo nelle tecniche anti-terrorismo e anti-insurrezione, che vanno ad aggiungersi al loro immenso bagaglio d'esperienza sul campo di battaglia e nelle forze speciali. La squadra combatte contro i criminali in vari paesi, tra cui Ucraina, Russia, Colombia, Filippine, Corea del Sud, Egitto, India e Pakistan. Foley viene dato per disperso e creduto morto nel momento in cui tenta in qualche modo di proteggere la squadra, trovatasi in difficoltà durante un agguato in Colombia, e il suo posto è stato preso dal cecchino Carrie Sherman. Mano a mano che le missioni diventano sempre più pericolose e trapelano maggiori dettagli sui piani di March 33, i componenti della squadra si rendono conto di avere di fronte la più grande sfida della loro carriera.

## Caratteristiche
- Grafica spettacolare per l'anno d'uscita, con personaggi e ambienti incredibilmente dettagliati.
- Nemici dotati di intelligenza reale, sviluppata insieme a consulenti militari professionisti.
- Tra le cose da notare vi è un controllo di squadra intuitivo, con la possibilità di comandare direttamente i 4 protagonisti.
- Disponeva di un nuovo motore fisico con effetti rag-doll ultra realistici.
- L'esperienza di Conflict diventa più varia, ambientata in teatri di guerra reali sparsi per il mondo.
- Per la prima volta Conflict diventa giocabile via Internet anche su console, con la possibilità di eseguire missioni multiplayer. I servizi per il gioco online su PC sono stati interrotti agli inizi dell'anno 2013.

## Personaggi
- John Bradley - Capo-Squadra/Fuciliere
- Paul Foley - Tiratore Scelto/Medico
- Mick Connors - Addetto alle armi pesanti
- David Jones - Addetto alle demolizioni
- Carrie Sherman - Tiratore Scelto/Medico (sostituisce Foley)

## Armi
Ogni personaggio, oltre al coltello e alle granate, può portare al massimo due armi lunghe e una pistola, tra cui:
- Pistole - MK23, FN 57, Desert Eagle, Beretta 93R, Makarov.
- Mitra - MP5 SD, Uzi, UMP, MAC-10, P90, XM8.
- Fucili d'assalto - M4A1, XM8, AK-47, G36K, FN2000, XM8, QBZ 97, K1.
- Fucili di precisione - WA2000, Dragunov, Barrett M99, VSS, DSR-1, XM8.
- Fucili a pompa - M870CS, Striker, Jackhammer.
- Mitragliatrici - M60E3, M249 SAW, PKM/AK, Vektor, FN MAG,
- Lanciarazzi - M72 LAW, RPG-7, RPG-18.

## Missioni
Il giocatore deve affrontare quattordici missioni dopo aver svolto, preferibilmente, la sezione di addestramento da solo o in squadra. Le missioni sono:
- Tradimento
- Evasione
- Vendetta
- Servizio di scorta
- Supporto operativo
- Morsa
- Insurrezione
- Fusione
- Fuoco del deserto
- Riunione
- Fuggi ed evadi
- La resa dei conti
- Calo di pressione
- Sfida nucleare

## Sequel
Conflict: Global Storm ha un sequel: Conflict: Denied Ops, il quale è stato pubblicato nel febbraio 2008. Sostanzialmente la storyline di Global Storm non continua, ma nel gioco emerge il fatto che Foley è sopravvissuto all'agguato in Colombia ed è prigioniero: viene tenuto in ostaggio in Suriname e sarà opportuno salvarlo.